# Anemia lancea
Anemia lancea är en ormbunkeart som beskrevs av Christ. Anemia lancea ingår i släktet Anemia och familjen Anemiaceae. Inga underarter finns listade.